# Arctic Race of Norway
Arctic Race of Norway är ett fyradagars etapplopp i landsvägscykling som sedan 2013 avhålls i Nordnorge. De två första upplagorna ingick i UCI Europe Tour och hade UCI-status 2.1, 2015 uppgraderades statusen till 2.HC och sedan 2020 ingår loppet i UCI ProSeries (2.Pro).
Loppet har vanligen helt eller till större delen avhållits norr om polcirkeln, men 2022 kördes det för första gången helt söder om denna. Mest extremt nordligt var loppet 2018, där den sydligaste punkten låg strax väster om Kirkenes. Det nordligate etappmålet var på Nordkap 2014 (etapp 1) och nordligare går det inte att komma på det norska fastlandets vägnät. 2019 gick loppet nästan helt på Lofoten och Vesterålen (etapp 3) med slutmål i Narvik.

## Resultat

### Totalsegrare
- 2024  Magnus Cort
- 2023  Stephen Williams
- 2022  Andreas Leknessund
- 2021  Ben Hermans
- 2020 Inställt på grund av COVID19-pandemin
- 2019  Aleksej Lutsenko
- 2018  Sergej Tjernjetskij
- 2017  Dylan Teuns
- 2016  Gianni Moscon
- 2015  Rein Taaramäe
- 2014  Steven Kruijswijk
- 2013  Thor Hushovd

### Etappsegrare
Flest etappsegrar (till och med 2024) har Alexander Kristoff med sju stycken (två 2014 och 2024 samt en vardera 2015, 2016 och 2017), följd av Mathieu van der Poel med tre (två 2018 och en 2019).